# 九寶
九宝是一支由内蒙古人组建的蒙古族民谣金属乐队，2011年在北京成立。该乐队的特色之一是将传统蒙古音乐与重金属相结合。

## 大事记
2011年九宝乐队由几个蒙古族摇滚青年在北京组建。这个乐队一经组建，就立刻投入到了北京Livehouse摇滚演出中，并获得了很大的反响[3]。之后乐队又参加了在北京举办的安达音乐节和2011亚洲金属音乐节。 （页面存档备份，存于）
2012年5月，九宝发行了第一张专辑《十丈铜嘴》 （页面存档备份，存于）。2013年，九宝参与了德国Wacken Open Air音乐节的演出；2015年，九宝进行了第一次大规模的欧洲巡演，并受邀参加匈牙利WOMEX音乐节。 （页面存档备份，存于）
2017年前往波兰参加伍德斯托克音乐节，是首支登上该音乐节舞台的中国乐队。

## 获奖记录
2013年Wacken Open Air中国区选拔赛年度总冠军。